# Мінкін Лазар Мойсейович
Лазар Мойсейович Мінкін (3 червня 1924, Конотоп — 13 травня 2003, Єкатеринбург) — радянський і російський геолог, першовідкривач Нерюнгринського вугільного родовища, лауреат Державної премії СРСР.

## Біографія
Народився у місті Конотоп Сумської області. Під час радянсько-німецької війни працював на Середньо-Уральському механічному заводі: чорнороб, фрезерувальник, терміст та технік-технолог.
Закінчив Свердловський державний гірничий інститут за спеціальністю «Розвідка родовищ» (1950).
Послужний список
- 1950—1960 рр. — Южно-Якутська ГРЕ Якутського геологічного управління — геолог, старший геолог, начальник геологозйомки, тематичних, картоскладальних партій.
- 1960—1978 рр. — Уральська комплексна тематична (з 1964 р. геолого-знімальна) експедиція Уральського ГУ — старший геолог тематичної партії по Східному Зауралью, начальник партії з метаморфізму гірських порід, старший геолог тематичної партії регіональної геології Уралу.
- 1978—1982 рр. — на пенсії по інвалідності (II група).
- 1982—1983 рр. — Ісетська геологорозвідувальна партія об'єднання «Уралкварцсамоцвєти» — промивальник проб.
- 1988—1991 рр. — Центральна геологопошукова партія Уральської геологознімальної партії — геолог.
- 1991—1993 рр. — Державне науково-виробниче підприємство «Ріфт» — геолог.

З 1993 року на пенсії.
Першовідкривач Нерюнгринського вугільного родовища (1952).
Помер 13 травня 2003 року в Єкатеринбурзі, похований на Широкореченському кладовищі.

## Визнання
У жовтні 1982 року в числі колективу з 11 чоловік удостоєний Державної премії СРСР «За створення вугільної мінерально-сировинної бази Південно-Якутського територіально-виробничого комплексу».
Нагороджений медаллю «За доблесну працю у Великій Вітчизняній війні 1941—1945 рр.» та нагрудним знаком «Першовідкривач родовища» (1976).